# بالا غير
بالا غير هي قرية في مقاطعة أشنوية، إيران. يقدر عدد سكانها بـ 430 نسمة بحسب إحصاء 2016.